# Shoni Schimmel
Shoni Schimmel (ur. 4 maja 1992 w Pendleton) – amerykańska koszykarka występująca na pozycjach rozgrywającej lub rzucającej.

## Osiągnięcia
Na podstawie, o ile nie zaznaczono inaczej.

### NCAA
- Wicemistrzyni NCAA (2013)
- Uczestniczka rozgrywek:
  - Elite Eight turnieju NCAA (2013, 2014)
  - Sweet 16 turnieju NCAA (2011, 2013, 2014)
  - turnieju NCAA (2011–2014)
- Most Outstanding Player (MOP=MVP) turnieju Oklahoma City Regional (2013)
- MVP turnieju Hardwood Tournament of Hope (2013)
- Zaliczona do:
  - I składu:
    - All-American (2014 przez USBWA)
    - ACC (2014)
    - Big East (2012, 2013)
    - najlepszych zawodniczek pierwszorocznych Big East (2011)

  - II składu All-American (2014 przez Associated Press)
  - składu honorable mention Big East (2011)

### WNBA
- MVP meczu gwiazd WNBA (2014)[2]
- Uczestniczka meczu gwiazd WNBA (2014, 2015)

Reprezentacja
- Mistrzyni uniwersjady (2013)